# Miguel de la Grúa Talamanca y Branciforte

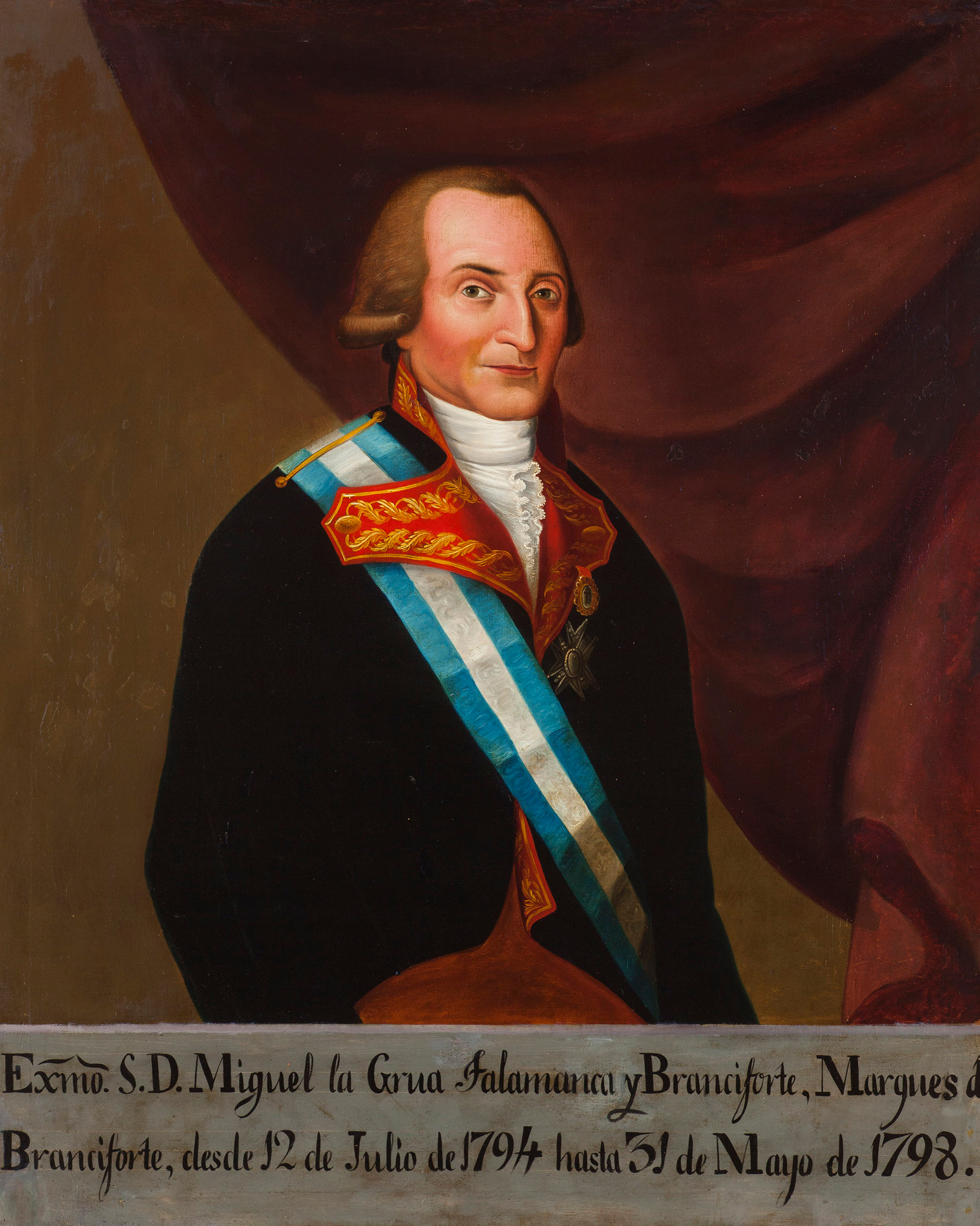
Miguel de la Grúa Talamanca y Branciforte

Miguel de la Grúa Talamanca y Branciforte, Markgraf (spanisch: marqués) von Branciforte, (* 1750 in Palermo, Sizilien; † 1. Juni 1812 in Marseille, Frankreich) war ein spanischer Kolonialverwalter, der als Vizekönig von Neuspanien amtierte.

## Leben

### Familie und Ausbildung
Miguel de la Grúa kam in Palermo als Sohn einer Adelsfamilie zur Welt. Sein Vater war Vicente La Grua Talamanca de Carini, seine Mutter hieß Lucrezia Branciforte.
Er verfolgte eine militärische Karriere und stieg zum Hauptmann des spanischen Heeres auf. Für seine Verdienste wurde er in den Stand eines Markgrafen erhoben.
Im August 1790 heiratete er María Antonio de Godoy, die Schwester von Manuel de Godoy, dem mächtigen Ministerpräsidenten und Liebhaber der Königin Maria Luise von Bourbon-Parma. Dadurch wurde er zu einem Günstling des Hofes. 1794 kam seine Tochter Carlota zur Welt, die den Markgrafentitel erbte.

### Amtszeit als Vizekönig von Neuspanien
1794 wurde er Nachfolger von Juan Vicente de Güemes als Vizekönig von Neuspanien. Im Gegensatz zu seinem Vorgänger galt er als korrupt und wenig interessiert am Wohlergehen der Kolonie. Spanien befand sich zu dieser Zeit in den Koalitionskriegen gegen das revolutionäre Frankreich. Grúa nutzte die Gelegenheit und konfiszierte die Güter französischer Bürger in Mexiko.
In seine Amtszeit fiel ein Streit zwischen den örtlichen Behörden und der Krone über die Besteuerungsgrundlagen der indigenen Bevölkerung. Ein weiterer Konflikt betraf die consulados, eine Art eigenständiger Handelszonen in Veracruz und Guadalajara, die eigene Abgaben in ihrem Hoheitsgebiet verlangten, um davon wichtige Infrastrukturprojekte (wie den Straßenbau) zu finanzieren. Grúa wollte dagegen einschreiten, die Kolonialverwaltung in Madrid sah die consulados hingegen mit Wohlwollen.
Während Vizekönig Güemes die Einheimischenmilizen wieder aufgelöst hatte, sah Grúa in ihnen eine Einnahmemöglichkeit, indem er Offizierspatente verkaufte. So baute er nominell in hohem Umfang Milizen auf.
Die Korruptionsvorwürfe gegen Grúa fanden Gehör bei Hofe, so dass er 1798 (dem Jahr, in dem auch sein Förderer Godoy zurücktreten musste) durch Miguel José de Azanza abgelöst wurde.

### Rückkehr nach Europa
Grúa kehrte zurück nach Europa. Wie sein Schwager Godoy stand er während der Napoleonischen Kriege auf der Seite von Joseph Bonaparte. 1812 starb er in Marseille.